# Joan Franka
Joan Franka, pseudonimo di Ayten Kalan (Rotterdam, 2 aprile 1990), è una cantante olandese, che ha rappresentato il proprio Paese all'Eurovision Song Contest 2012.
Suo padre era turco, mentre sua madre è olandese. È diventata famosa nel suo Paese per la partecipazione alla prima serie di The Voice of Holland.

## Carriera musicale

### 2010-2011:The Voice of Holland
Nel settembre del 2010, Joan Franka partecipa al talent show, The Voice of Holland nella sua stagione inaugurale, dove si è esibita nel provino di scelta con il brano dei Nickelback "How You Remind Me". Due dei giudici, Roel van Velzen e Jeroen van der Boom l'hanno scelta; alla fine, lei ha scelto di far parte del gruppo di Velzen.
In una sfida diretta, è stata posta contro Yvette de Bie. Entrambe hanno cantato "One of Us" di Joan Osborne, vincendola. Nel primo spettacolo dal vivo ha cantato il brano di Jewel "Foolish Games", nel terzo il brano di Marc Cohn "Walking in Memphis" e nel quinto il brano di Beverley Craven "Promise Me"; in quest'ultimo spettacolo, viene eliminata dal programma.
Due dei brani da lei cantati hanno raggiunto la classifica dei brani più venduti nei Paesi Bassi: "Foolish Games" ha raggiunto la 42ª posizione e "Promise Me" la 45ª.

### 2012: Eurovision Song Contest
Il 26 febbraio 2012, Joan si è scontrata con Raffaëla Paton (concorrente del talent nella stessa edizione in cui Joan ha partecipato) nel primo round del Nationaal Songfestival 2012, battendola ed arrivando in finale. Nonostante sia arrivata ultima nella classifica della giuria con 11 punti, i 26,1 punti avuti dal televoto del pubblico le hanno permesso di raggiungere la vittoria, guadagnandosi il diritto di rappresentare i Paesi Bassi alla manifestazione canora europea con il brano "You and Me", che è stato pubblicato nel suo Paese il 27 febbraio 2012 come download digitale su iTunes.
Si esibisce per terza nella seconda semifinale della manifestazione e raggiunge la quindicesima posizione nella classifica della semifinale, con 35 punti, non raggiungendo così la finale; il suo Paese, così, non entra per l'ottavo anno consecutivo in finale.

## Discografia

### Singoli
| Anni | Singoli         | Posizione in classifica | Album |
| Anni | Singoli         | NL                      | Album |
| ---- | --------------- | ----------------------- | ----- |
| 2010 | "Foolish Games" | 42                      |       |
| 2011 | "Promise Me"    | 45                      |       |
| 2012 | "You and Me"    | 1                       |       |